# Алисовы
Алисовы (в старину писались также Алесовы, Олисовы и Олесовы) — древний русский дворянский род.
Род записан дворянским депутатским собранием в VI части дворянских родословных книг Воронежской, Курской, Орловской и Тверской губерний России и был утверждён Герольдией Правительствующего Сената в древнем дворянстве. Род внесён в VI часть ДРК Рязанской губернии (1830).

## История рода
Данила Максимович, Яков Фёдорович и Леонтий Третьякович владели поместьями в Каширском уезде (1578). Меньшик и Рудак Некрасовы Олисовы владели поместьями в Каширском (1578) и в Зарайском уездах (1594). Богдан Дмитриевич владел поместьем в Зарайском уезде (1594).
Дворянский род этой фамилии ведёт свою историю от Петра Васильевича Алисова, верстанного по ввозной грамоте вместе с братом Семёном поместьями в Мценском уезде Орловской губернии Российской империи (1621). Гаврила Богданович вёрстан новичным окладом по Рязани (1628). Фёдор Гаврилович и его сын Евдоким каширские городовые дворяне (1648). Семён Леонтьевич владел поместьем в Рязанском уезде (1683). Московскими дворянами числились Мина Викулович, Прохор Еремеевич, Яков Фомич, а стряпчим Андрей Петрович (1692).
Четверо представителей рода владели населёнными имениями (1699).